# Candia Canavese
Candia Canavese (piemontesisch Candia oder Cangia) ist eine Gemeinde in der italienischen Metropolitanstadt Turin (TO), Region Piemont.

## Lage und Einwohner
Candia Canavese liegt knapp 40 km nordöstlich von Turin in der Nähe des Candiasee. Das Gemeindegebiet umfasst eine Fläche von 9 km² und hat 1188 Einwohner (Stand 31. Dezember 2023). Zur Gemeinde zählen auch die beiden Fraktionen (Frazioni) Cascine und Lido.
Die Nachbargemeinden sind Strambino, Mercenasco, Vische, Barone Canavese, Mazzè und Caluso.

### Bevölkerungsentwicklung

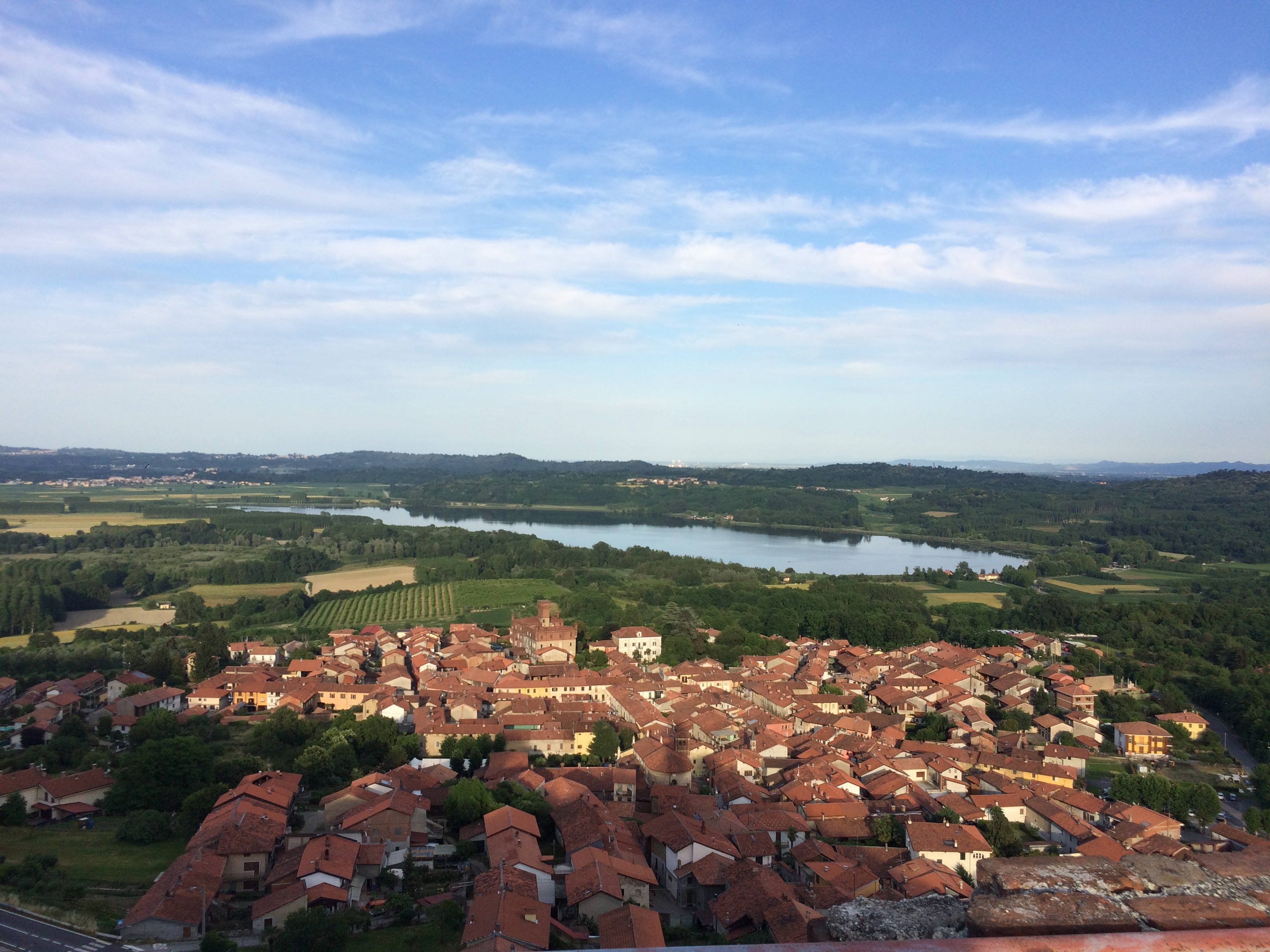
Panorama